# Blue Velvet (canción)
«Blue Velvet» es una canción escrita por Bernie Wayne y Lee Morris en 1950, grabada por Tony Bennett en 1951 y popularizada en todo el mundo por Bobby Vinton en 1963. Está considerada por la crítica musical como una de los mejores composiciones del siglo XX.

## Composición
Escrita en 1950 por Bernie Wayne mientras se encontraba alojado en el Hotel Jefferson de Richmond (Virginia). Wayne se inspiró en una mujer vestida de terciopelo azul que participaba en una fiesta que tenía lugar en dicho hotel para escribir su canción.
La decisión de Mitch Miller, jefe de la división de A&R de Columbia Records sobre qué artista debía estrenarla fue muy rápida. Wayne solo había recitado la primera frase («She wore blue velvet...») cuando Miller lo interrumpió y pregunto: «¿Qué tal Tonny Bennett?». Cuanto el compositor replicó si no quería oír el resto de la canción, la respuesta fue: «¡Salga de la habitación mientras tenga ventaja!»

## Primeras versiones
El tema fue interpretado por primera vez en 1950 durante un desfile de moda por el cantante Ray Mason, aunque nunca llegó a grabarlo. La primera grabación fue realizada por Tony Bennett en 1951, acompañado por la orquesta de Percy Faith. El sencillo fue publicado el 21 de septiembre, alcanzando el top 20 de las listas de éxitos norteamericanas.
«Blue Velvet» fue versionada por The Clovers en 1955 y publicada en un álbum homónimo por Atlantic Records. La formación de la banda en ese momento estaba compuesta por John «Buddy» Bailey como vocalista principal, acompañado por Billy Mitchell, Matthew McQuater, Harold Lucas, Harold Winley el guitarrista Bill Harris. El sencillo alcanzó el puesto número 14 de la lista R&B de Billboard, siendo además uno de los discos más vendidos de la banda.

## Versión de Bobby Vinton
La versión más exitosa de cuantas se han hecho del tema corresponde a Bobby Vinton. Publicada como sencillo en 1963, alcanzó el número 1 de la lista Billboard Hot 100, permaneciendo dos semanas consecutivas en esta posición.
Durante el verano de 1963, Bobby Vinton había llegado al número 3 de las listas de éxitos norteamericanas con el sencillo «Blue on Blue». Con el fin de publicar un álbum homónimo, Vinton estuvo recopilando canciones que contuvieran en el título la palabra «Blue». Al Gallico, un editor musical amigo suyo, le sugirió «Blue Velvet» y envió a su secretaria con un dólar a una tienda de discos para que buscara el tema. Una hora más tarde, Vinton grabó la canción, en dos únicas tomas, sin expectativas de que llegara a ser un éxito.
La versión de Vinton fue ganando potencial y finalmente fue publicada como sencillo, alcanzando el número 1 de la lista Billboard Hot 100 el 21 de septiembre de 1963. El tema se convirtió en el mayor éxito comercial de su carrera, alcanzando el top 10 en numerosos países. El álbum Blue on Blue en el que aparecía la canción fue renombrado con el título de Blue Velvet para aprovechar su popularidad, logrando así disparar las cifras de ventas y llegando a alcanzar el puesto número 10 de la lista Billboard 200.

## Otras versiones
Tras la exitosa versión de Bobby Vinton, el tema fue grabado por numerosos artistas, especialmente durante los años 60. De esta década son las versiones de Vince Hill, Sammy Davis Jr., Rob de Nijs, Trini Lopez, Brenda Lee, Johnny Tillotson, Bobby Rydell, Pat Boone, The Lettermen, Don Cherry, Jerry Vale o Jimmy Velvet. Ya en las primeras décadas del siglo XXI, se publicaron versiones de Houston Person, Barry Manilow o Jason Donovan. 
En 2012 la cantante estadounidense Lana Del Rey incluyó una versión del tema en su tercer EP, Paradise. Este tema fue usado para una campaña publicitaria de la firma sueca H&M. Fue publicado como sencillo en septiembre de 2012, alcanzando un discreto éxito en Europa.
Por otra parte, el actor y cantante español Asier Etxeandía también interpretó este tema, esta versión es para uno de los primeros capítulos de la serie española Velvet.

## En el cine
«Blue Velvet», de Bobby Vinton, es una de las trece canciones incluidas en el innovador cortometraje experimental Scorpio Rising (1963) de Kenneth Anger. La versión de la canción de Tony Bennett suena en The Last Picture Show y en Raging Bull.[cita requerida]
La versión de Bobby Vinton se interpreta varias veces en la película Terciopelo azul (1986), de David Lynch. La película se inspiró parcialmente en la letra de la canción, e Isabella Rossellini, que hace el papel de Dorothy Vallens, cantante en la película, interpreta la canción. David Lynch eligió la canción porque se adapta conceptualmente al tono de la película. Específicamente, en una entrevista que dio a Village Voice, Lynch dijo respecto a la canción: «El tono que genera esa canción: el tono, el tiempo y las cosas de esa época». El compositor Bernie Wayne afirmó que, en el estreno, David Lynch le contó que cuando estudiaba el bachillerato en 1963 «Blue Velvet» era su canción favorita.
La versión de Bobby Vinton quedó incluida en el episodio 14 de Kamen Rider Kuuga.[cita requerida]